# Kalomel
Kalomel (Werner, 1789), chemický vzorec Hg2Cl2 (chlorid rtuťný), je čtverečný minerál.

Název je složený z řeckých slov kalos – krásný a mélas – černý.

## Vznik
Druhotný minerál, vzniká při alteraci rud Hg jako cinabaritu, amalgámů, Ag-tetraedritu, onofroitu a dalších minerálů. Na umělém materiálu i v přírodních podmínkách bylo prokázáno, že se cinabarit může oxidovat při působení sulfátu železa a že tento proces se značně urychluje v přítomnosti NaCl v roztoku. Druhotné minerály rtuti se vyskytují společně a mohou přecházet jeden do druhého při změnách chemismu prostředí. Obvykle se chloridy i oxychloridy rtuti vyskytují v suchém a horkém prostředí. V několika případech byl nalezen i v podmínkách věčně zmrzlé půdy, kde jejich vznik způsobuje pomalá cirkulace spodních vod, nepatrný obsah kapalné fáze v zóně oxidace a vysoká koncentrace roztoků.

## Morfologie
Tvoří drobné, obvykle podle {0001} tabulkovité, prizmatické podle {001} či dipyramidální izometrické krystaly, obvykle složitě zdvojčatělé. Také kůry, někdy s drúzovitým povrchem drobných krystalků, v zemitých agregátech nebo povlacích. Na krystalech nejčastěji tvary a {100}, r {111}, d {332}, m {110}, c {001}, e {101} a i {112}. Dvojčatí podle {112}. Ve formě dotykových nebo penetračních dvojčat, často se opakujících a s nepravidelnými nebo nezřetelnými plochami.

## Vlastnosti
- Fyzikální - T=1-2, mikrotvrdost 21.0-27.0 kg.mm-2 (Mykské ložisko), h=7.15 (kolísá v rozmezí 6.4-7.18). Štěpnost podle {100} a {110} dobrá ale s nerovnými štěpnými plochami, podle {111} nedokonalá, lom lasturnatý, plastický, řeže se nožem.
- Chemické - Před dmuchavkou a na uhlí těká bez tavení, kondenzuje ve formě bílého náletu. Nerozpouští se ve vodě a HCl, rozpustný v lučavce královské, černá při zpracovávání s alkáliemi.
- Optické - Je bezbarvý, bílý až žlutavě šedý, šedý, hnědý, na světle tmavne a rozpadá se, vryp světle žlutý až žlutý, průhledný až průsvitný, lesk má diamantový. V UV záření fosforeskuje tmavočerveně.

## Využití
Využívá se například v pyrotechnice nebo galvanotechnice. V diagnostice je součástí elektrod (kalomelová elektroda).

## Naleziště
V Česku se vyskytuje na Dědově hoře (u Hořovic) pochybný jako vzácnost v těsné asociaci s cinabaritem, pyritem a barytem na žilách jako zemitý bílý povlak, vzácně s kuličkami rtuti v dutinách kusové rumělky s řídce roztroušeným kusovým žlutým sfaleritem, sideritem, barytem a celistvým a okrovitým limonitem. Na Slovensku Nižná Slaná (u Dobšiné), Smolník (u Rožňavy) a Švedlár (u Rudňan). Ve světě jsou známy pěkné sloupečkovité krystaly z ložiska Terlingua (Brewster Co., New Mexico, USA) v asociaci s ryzí rtutí, terlinguaitem, montroyditem, kleinitem, eglestonitem, kalcitem.